# یواس‌اس هورنت (۱۷۷۵)
یواس‌اس هورنت (۱۷۷۵) (به انگلیسی: USS Hornet (1775)) یک کشتی آمریکایی بود که در ۱۷۷۷ به تصاحب بریتانیا درآمد.